# Étienne Dumont

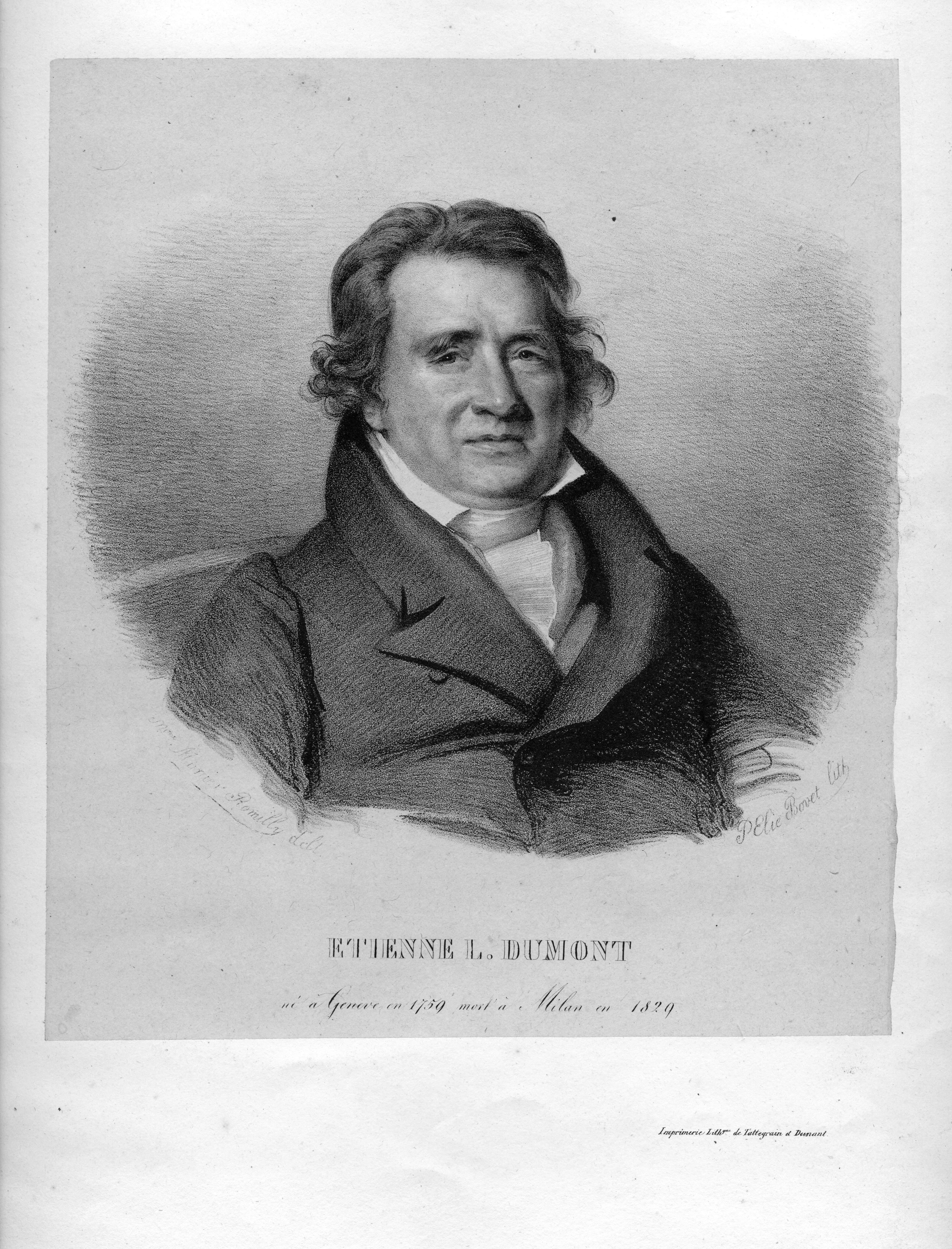
Retrato de Dumont

Étienne Dumont (Genebra, 1759 — †1829) foi um publicista (jurista que estuda o direito público) suíço. Relacionava-se com Mirabeau e com Bentham, de quem foi colaborador durante mais de vinte anos.